# Dienerella filum
Dienerella filum är en skalbaggsart som först beskrevs av Aubé 1850.  Dienerella filum ingår i släktet Dienerella, och familjen mögelbaggar. Arten är reproducerande i Sverige.

## Bildgalleri

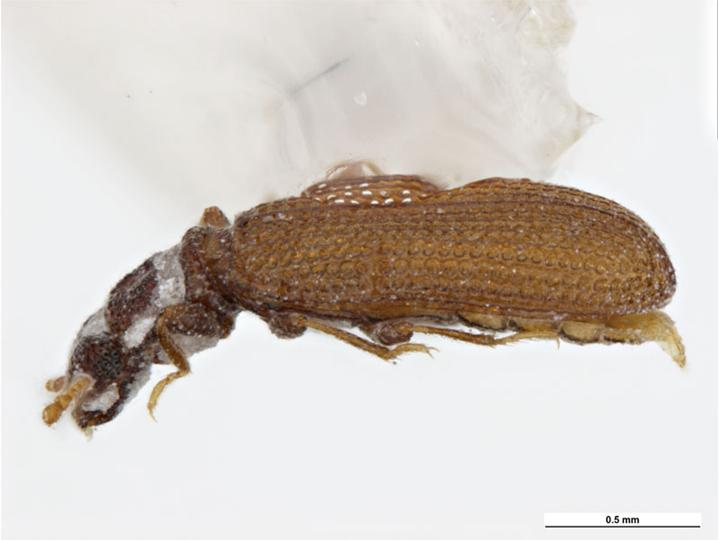